# واستک

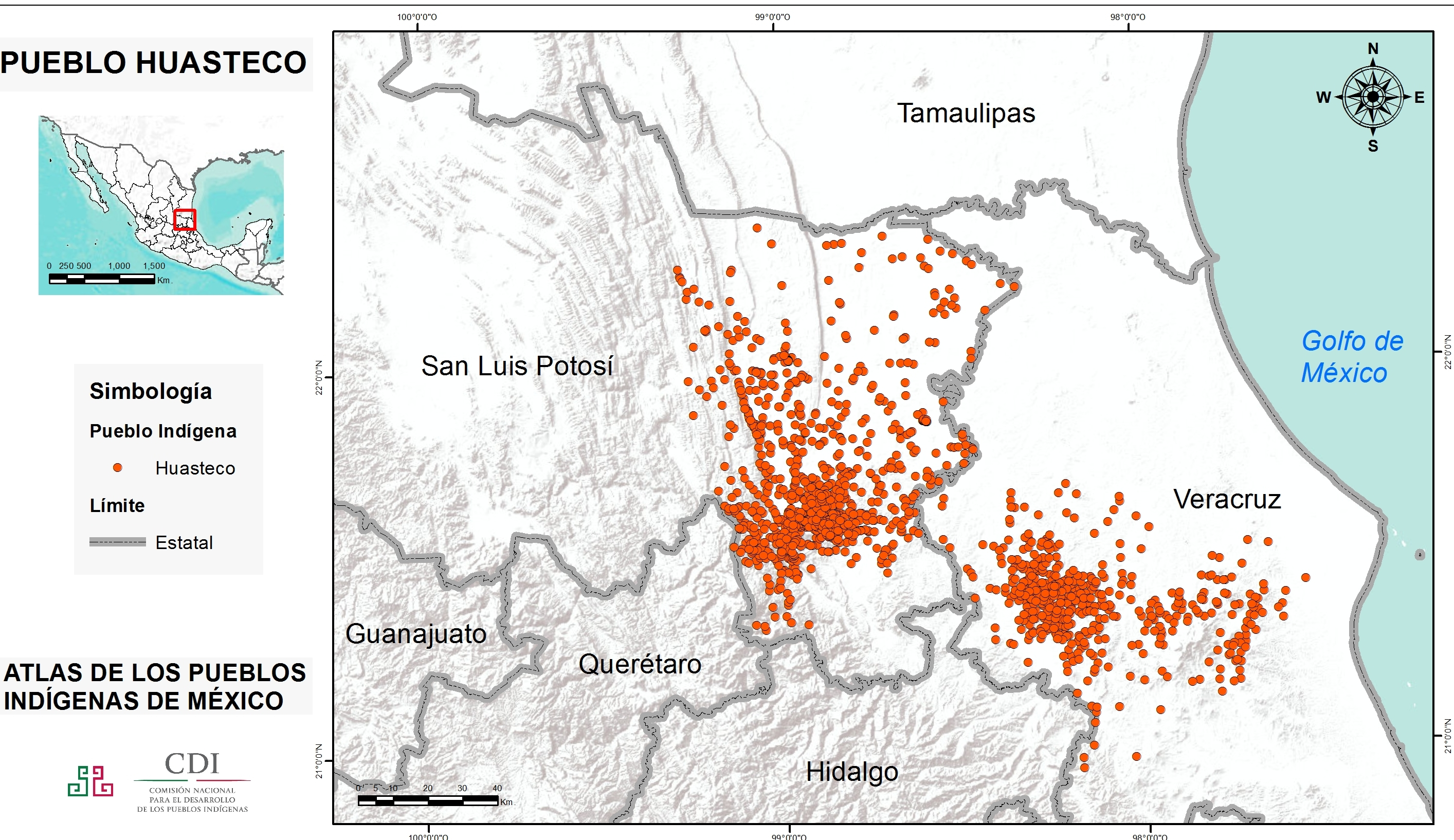
نقشه روستاها و آبادی‌های واستک‌زبان در مکزیک

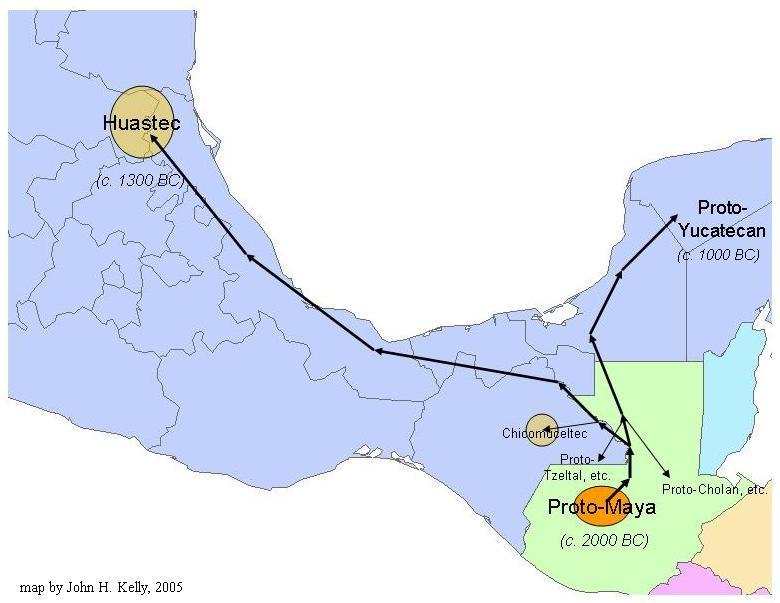
نقشهٔ تاریخ و موقعیت کوچ اقوام مایایی، منجمله ملت واستک، با مرزهای سیاسی امروزی

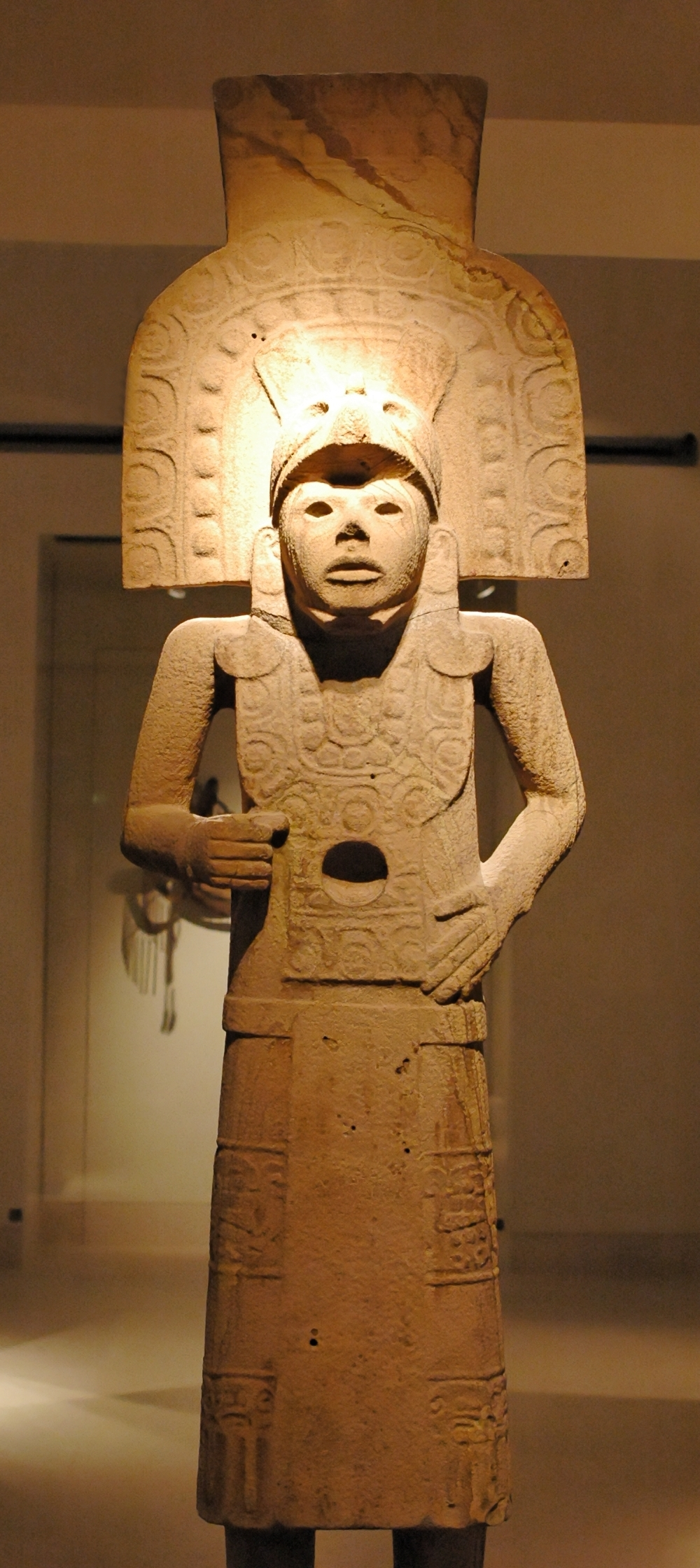
یک مجسمه واستک از منطقه تامپیکو متعلق به سده‌های ۱۴ تا ۱۶ میلادی

مردم واستِک (به اسپانیایی: Pueblo huasteco) یا مردم تِئِنِک (به زبان واستک: Téenek) ملتی بومی در ساکن کشور مکزیک امروزی هستند. این مردم حدود ۶۶٬۰۰۰ نفر جمعیت دارند. بیشتر مردم واستک در ایالتهای سان لوئیس پوتوسی و وراکروز، در شرق-مرکز مکزیک سکونت دارند. مردم واستک به زبان «واستک» یا «تِئِنِک» تکلم می‌کنند. با وجود همسایگی مردم واستک با مردم ناوا (آزتک) و تاریخ آنان در ارتباط سیاسی اجتماعی عمیق با مردم ناوا، و تحت حاکمیت امپراتوری ناواتل زبان آزتک، مردم واستک در اصل یکی از اقوام مایا هستند و زبان واستک از خانوادهٔ زبان مایایی می‌باشد. این مردم حدود ۱۲۰۰ سال پیش از میلاد مسیح، از سایر اقوام مایا در جنوب کشور مکزیک و گواتمالای امروزی جدا شده و به منطقهٔ مرکزی مکزیک کوچ کردند.
در طول تاریخ، مردم واستک تمدنی مستقل و خودمختار در همسایگی طوایف ناوا داشتند. اما در سال ۱۴۵۰ میلادی مغلوب امپراتوری آزتک با مرکزیت تنوچتیتلان (مکزیکوسیتی) شدند و در سال ۱۵۳۰ سرزمین‌هایشان به دست اسپانیایی‌ها فتح شد. از آن زمان به بعد، مذهب این مردم مسیحی کاتولیک است، زبان آنها به رسم‌الخط لاتین اسپانیایی نوشته شده، و زبان و فرهنگ آنان تحت تأثیر گستردهٔ فرهنگ و زبان اسپانیایی قرار گرفته است.
نام «واستِک»، نام این ملت در زبان اسپانیایی است که خود گرفته شده از نام این ملت در زبان ناواتل می‌باشد. نام این مردم در زبان ناواتل، «کوئشتِکاتل» (cuextécatl) می‌باشد. نام مردم واستِک در زبان مادری خویش، «تِئِنِک» (Téenek) می‌باشد.